# SRY (gene)
SRY (Sex-determining Region Y) è un gene codificante per il fattore di determinazione del testicolo, TDF (Testis-determining factor), proteina che agisce quale fattore di trascrizione che determina il differenziamento della gonade in senso maschile durante lo sviluppo embrionale nei mammiferi terî.. È membro della famiglia dei geni SOX (SRY-like-box), i quali codificano per proteine leganti il DNA. La SRY di Homo Sapiens contiene una sequenza nucleotidica di 35 kbp ed è localizzata sul braccio corto del cromosoma Y, in prossimità della regione pseudoautosomica. Tale gene risulta essere espresso esclusivamente nelle cellule della componente somatica della gonade indifferenziata durante lo sviluppo embrionale, con tempistiche che variano da specie a specie. Durante la gestazione le cellule della gonade primordiale, localizzate lungo la cresta urogenitale, sono in uno stato bipotente, ovvero hanno la possibilità di diventare sia cellule di tipo maschile (cellule del Sertoli e cellule di Leydig) sia cellule di tipo femminile (cellule follicolari e cellule della teca). TDF è responsabile della determinazione primaria del sesso in senso maschile, la quale è essenzialmente sotto il controllo genico. Al termine di questa prima fase di differenziazione, a seconda della presenza/assenza del TDF, la gonade si sarà sviluppata in testicoli od ovario, i quali andranno poi a produrre gli ormoni e/o le proteine responsabili della determinazione secondaria del sesso.

## Ruolo nella determinazione del sesso

### Determinazione del sesso nei mammiferi

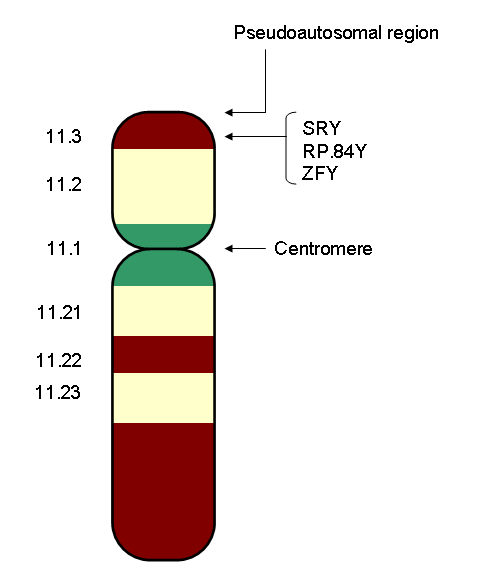
Posizione di SRY sul cromosoma Y

Fatta eccezione per l'ordine dei monotremi, i mammiferi presentano una determinazione del sesso di tipo cromosomico: esemplificativamente, nell'uomo gli individui di sesso femminile recano, oltre ai 22 autosomi, due cromosomi sessuali di tipo X; gli individui di sesso maschile, invece, presentano un cromosoma sessuale di tipo X ed uno di tipo Y. Tale sistema è ampiamente rappresentato nel regno animale, ma i meccanismi genetici alla base di questo tipo di determinazione possono differire nei vari taxa. Nei mammiferi le prime strutture a mostrare un differenziamento sessuale sono le gonadi. Queste, prima della fase di determinazione sessuale, attraversano uno stadio indifferenziato bipotente durante il quale possono svilupparsi sia in senso maschile che in senso femminile. Tale fase, che nell'uomo dura fino alla sesta settimana di gestazione, è anche indicata come fase sessualmente indifferente. La determinazione primaria del sesso, durante la quale le gonadi acquisiscono carattere sessuale maschile o femminile, è legata ad una peculiare attività genetica delle cellule somatiche costituenti la gonade in formazione. Tutti gli embrioni in fase di sviluppo sono identici in termini di gonadi, a prescindere dal sesso genetico, finché non ha luogo l'espressione del gene SRY il cui prodotto genico, TDF, indirizza lo sviluppo della gonade in senso maschile. In particolare, durante la vita fetale, intorno alla 4ª-5ª settimana, il TDF induce la differenziazione delle cellule del pro-Sertoli in cellule del Sertoli. Le cellule del pro-Sertoli si sviluppano nei cordoni sessuali presenti nella cresta genitale. Inoltre il fattore di SRY induce la formazione delle cellule di Leydig nella zona midollare (ossia nel mesenchima) della cresta genitale.

### Espressione e funzione
TDF dà inizio al differenziamento del testicolo, andando ad agire quale fattore di trascrizione sull'enhancer del gene SOX9 al livello delle cellule somatiche bipotenti della gonade indifferenziata. Una volta prodotta una quantità sufficiente di SOX9, tali cellule si differenziano in cellule del Sertoli primordiali le quali andranno ad esprimere il fattore di crescita dei fibroblasti FGF9 (fibroblast growth factor 9) che, a sua volta, è in grado di indurre l'espressione di SOX9. Ciò comporta un ulteriore differenziamento della componente somatica in cellule del Sertoli. L'espressione di SOX9 porta dunque allo sviluppo, nella regione centrale della gonade indifferente, dei cordoni sessuali primitivi che si svilupperanno poi nei tubuli seminiferi. Le cellule di Leydig indotte del testicolo inizieranno quindi a secernere testosterone, mentre le cellule del Sertoli produrranno l'ormone anti-Mülleriano. Si ritiene che TDF e SOX9 siano responsabili di ulteriori fasi dello sviluppo testicolare (quali il differenziamento delle cellule di Leydig e la formazione del cordone sessuale e della vascolarizzazione specifica dei testicoli), ma i meccanismi d'azione non sono stati del tutto chiariti. Tuttavia è noto che SOX9, in presenza della prostaglandina PDG2, agisce direttamente su AMH, gene codificante per l'ormone anti-Mülleriano, ed è capace di indurre la formazione del testicolo in topi di cariotipo XX.

### Aspetti strutturali
SRY è un gene privo di sequenze introniche che codifica per il TDF, un fattore di trascrizione costituito in Homo Sapiens da 223 amminoacidi. Il tratto di sequenza C-Terminale non presenta strutture conservate. La regione centrale contiene un dominio di legame al DNA HMG-box (High-mobility Group box), una sequenza di localizzazione nucleare, responsabile dell'attività di TDF quale fattore di trascrizione. Il dominio N-Terminale può essere fosforilato, evento che promuove il legame della proteina al DNA.

### Meccanismo d'azione
Una volta sintetizzato, TDF subisce nel citoplasma una reazione di acetilazione in corrispondenza del segnale di localizzazione nucleare. Questo evento promuove il legame della proteina con l'importina β e la calmodulina, le quali ne facilitano il processo di importazione nucleare. Una volta all'interno del nucleo, TDF lega il fattore di trascrizione SF1 (Steroidogenic Factor 1) andando a formare un complesso in grado di promuovere l'espressione di altri fattori di trascrizione, il più importante dei quali è SOX9. Il complesso SF1-TDF lega il DNA in corrispondenza della sequenza enhancer TESCO (Testis-specific Enhancer of Sox9 Core) localizzata a monte del gene SOX9. Il dominio HMG lega il DNA in corrispondenza del solco minore. Tale evento causa il rilassamento della doppia elica rendendone possibile la trascrizione. SOX9, agendo in complesso con SF1, è in grado di legare la sequenza TESCO andando ad agire quale fattore di trascrizione sul suo stesso gene. Viene dunque ad instaurarsi un meccanismo di feedback positivo che porta ad un ulteriore aumento del tasso di espressione di SOX9.. Il fattore di crescita dei fibroblasti FGF9 e la prostaglandina PDG2 (prostaglandin D2) contribuiscono al mantenimento di tale meccanismo di retroazione. È stato dimostrato che l'azione di queste due proteine è essenziale ai fini della produzione di una quantità di SOX9 sufficiente allo sviluppo dei testicoli, tuttavia i meccanismi di azione coinvolti non sono noti nei dettagli.

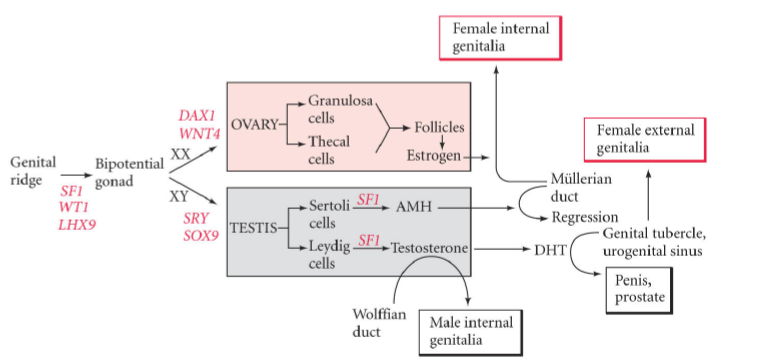
Meccanismi di determinazione del sesso e geni coinvolti.

### Regolazione
La determinazione dei meccanismi coinvolti nei processi di regolazione dell’espressione di SRY sono stati ottenuti da studi effettuati su mus musculus. SRY ha poco in comune con i geni di determinazione sessuale presenti negli altri organismi modello. La comprensione dei meccanismi di regolazione coinvolti è inoltre resa complicata dalla piccola conservazione in termini di sequenza all'interno del clade dei mammiferi terî. L'unica regione altamente conservata, dal topo fino all'uomo, è il dominio HMG box, responsabile dell'interazione col DNA. Mutazioni in questa regione comportano inversione sessuale. Data la scarsa conservazione, il promotore per SRY, gli elementi di regolazione ed i meccanismi associati non sono ancora compresi nei dettagli. All'interno di gruppi di specie correlate tra loro c'è una relativa similarità di sequenza nelle prime 400-600 bp a monte del sito di inizio della trascrizione. Studi in vitro del promotore umano per SRY hanno dimostrato che la regione di 310 bp a monte di tale sito è di importanza fondamentale per il corretto funzionamento del promotore. È stato inoltre dimostrato che il legame dei fattori di trascrizione SF1 (Steroidogenic factor 1), SP1 (Specificity Protein 1) e WT1 (Wilms tumor protein 1) alla sequenza del promotore del gene umano influenzano l'espressione di SRY. La regione del promotore di SRY ha due siti di legame per SP1 (in posizione -150 e -13 a monte del sito di inizio trascrizione) che funzionano da siti di regolazione. SP1 è un fattore di trascrizione che lega regioni ricche in GC. Mutazione dei suddetti siti di legame portano ad una riduzione del 90% nei livelli di espressione di SRY. Studi su SF1 hanno portato a risultati meno importanti, tuttavia è noto che mutazioni a carico di SF1 possono portare ad inversione sessuale, mentre la sua delezione porta ad uno sviluppo incompleto della gonade. I meccanismi coinvolti non sono noti nei dettagli. Il promotore ha inoltre due siti di legame per WT1 in posizione -78 e -87 a monte del sito di inizio trascrizione. WT1 è un fattore di trascrizione recante quattro motivi a dita di zinco C-Terminali ed una regione N-Terminale ricca in prolina e glutammato. Mutazioni a carico delle sequenze costituenti i motivi a dita di zinco o l'inattivazione di WT1 provocano una riduzione delle dimensioni delle gonadi maschili. La delezione della proteina, invece, genera una completa reversione sessuale. I meccanismi coinvolti non sono noti nei dettagli. Questi dati suggeriscono che WT1 agisca quale promotore dell'espressione di SRY, ma in antitesi a tale ipotesi vi è l'evidenza circa il ruolo dello stesso fattore nell'induzione dell'espressione di DAX1 (Dosage-sensitive sex reversal), un antagonista dello sviluppo in senso maschile. Vi sono poi prove sperimentali circa l'interferenza di DAX1 su SF1 e sulla possibilità di repressione della trascrizione di SRY da parte di DAX1 tramite reclutamento di corepressori. Altri fattori candidati al ruolo di regolatori dell'espressione di SRY sono GATA4 e FOG2, le quali contribuirebbero all'attivazione di SRY associandosi al relativo promotore. Al solito non è chiaro come funzionano, ma topi mutanti per FOG2 e GATA4 presentano livelli di espressione di SRY significativamente più bassi. Inoltre è noto che FOG2 ha motivi a dito di zinco ed è quindi in grado di legare il DNA. Tuttavia, non ci sono prove della sua interazione con SRY. È stato asserito che GATA4 e FOG2 potrebbero legare i nucleosomi andando ad attivare la trascrizione di fattori in grado di influenzare l'espressione di SRY.

### Evoluzione
Il gene SRY potrebbe essersi originato da una duplicazione del cromosoma X legante il gene SOX3, membro della famiglia dei geni SOX. Questa duplicazione sarebbe avvenuta dopo la separazione dei cladi Monotremi e Terî. I monotremi, infatti, mancano del gene SRY e presentano un sistema di determinazione sessuale simil-ZW, mentre i terî presentano un sistema di determinazione sessuale basato sui cromosomi X e Y. SRY è un gene a rapida evoluzione ed i meccanismi alla base della sua espressione e regolazione sono stati di difficile comprensione. La determinazione del sesso segue modalità varie e relativamente poco conservate nel regno animale.

## Ricerca

### Storia
La prima evidenza che portò i ricercatori a speculare sull'esistenza di un fattore di determinazione sessuale fu la presenza di individui maschi con cariotipo XX e individui femmine di cariotipo XY. Fu ipotizzato che tali condizioni fossero dovute a fenomeni di crossing-over anomali avvenuti durante la gametogenesi. Doveva esserci qualche gene in prossimità della regione pseudoautosomica del cromosoma Y responsabile della determinazione sessuale. Tale zona fu inizialmente denominata come regione responsabile della sintesi del fattore di determinazione testicolare (TDF), ed è oggi indicata come SRY. Il passo successivo fu quello di determinare in quali cellule e in quale fase dello sviluppo embrionale tale gene viene espresso. Le evidenze circa l'espressione di SRY nelle cellule del Sertoli sono state ottenute da studi su topi chimerici. Il gene non risulta attivo nelle cellule della linea germinale in quanto sono stati trovati ovociti in topi chimerici di cariotipo XY. Dunque si è concluso che TDF non è in grado di influenzare lo sviluppo della linea germinale in senso maschile. Una volta stabilito che TDF è ininfluente per la determinazione della linea germinale, i ricercatori hanno rivolto la loro attenzione alle cellule somatiche presenti nella gonade in via di sviluppo. Tramite ibridazione in situ su preparati istologici di topi chimerici XX <-> XY è stato possibile determinare quale dei due cariotipi è responsabile della determinazione dei testicoli. Questi risultarono essere formati da un insieme di cellule XX e XY, tuttavia le cellule del Sertoli erano quasi totalmente di tipo XY, con un aumento percentuale sulla popolazione cellulare totale direttamente proporzionale al grado di sviluppo del feto. Fu dunque possibile affermare che le prime cellule nelle quali è attivo TDF sono le cellule del Sertoli. L'espressione di SRY, dunque, crea una situazione favorevole allo sviluppo in senso maschile delle altre cellule somatiche in maniera indipendente dal loro cariotipo. La dimostrazione che SRY è responsabile dell'espressione di TDF si è ottenuta esaminando individui di fenotipo femminile con cariotipo XY. L'analisi del cromosoma Y rilevò mutazioni in corrispondenza del gene SRY.

### Ricerca attuale
Nonostante i notevoli progressi nello studio dei meccanismi di espressione del gene SRY e dei meccanismi di azione di TDF, molti sono gli aspetti ancora ignoti. Non si può escludere la presenza di ulteriori fattori in grado di influenzare i geni responsabili della determinazione sessuale. Inoltre ulteriori geni potrebbero essere coinvolti in questi processi. La ricerca attuale si avvale di metodi quali l'utilizzo di microarray sulle cellule della cresta genitale in diversi stadi di sviluppo, tecniche di mutagenesi su topi con fenotipi con inversione sessuale e l'immunoprecipitazione della cromatina per l'identificazione dei geni sui quali agiscono i fattori di trascrizione.

## Patologie correlate
Mutazioni del gene SRY conducono a varie patologie inerenti al sesso, con molteplici effetti sia sul genotipo sia sul fenotipo dell'individuo affetto. Un individuo con più cromosomi X e un singolo cromosoma Y si svilupperà comunque come maschio (come accade ad esempio nella sindrome di Klinefelter; cariotipo XXY). Tuttavia in alcuni casi, nonostante la presenza del cromosoma Y, un individuo può svilupparsi come femmina sia perché il detto gene è mutato sia perché uno dei fattori implicati nei meccanismi di espressione è difettoso. Ciò può accadere in individui con cariotipi XY, XXY o XX-SRY. Inoltre, eventi di ricombinazione genetica possono portare a cariotipi che non trovano corrispettivo fenotipo normale. Il gene SRY si trova sul cromosoma Y, in prossimità della regione PAR1 (regione pseudoautosomica) che ha una elevata omologia (100%) con la regione PAR1 presente sul cromosoma X. Se il crossing-over avviene in modo ineguale è possibile che si abbia la traslocazione di SRY sul cromosoma X. Da tale evento si ottengono fenomeni di sex reversal con individui XX maschi ed individui XY femmine. Le principali patologie correlate sono:
- Disgenesia gonadica pura (o sindrome di Swyer), che comporta gonadi non ben formate e non funzionali, aspetto femminile, ma cariotipo 46, XY: uno in 150.000 nascite.
- Sindrome del maschio XX (o sindrome di de la Chapelle), caratterizzata da un cariotipo femminile (XX) ed un fenotipo maschile.
- Pseudoermafroditismo maschile. La maggior parte dei maschi XX sviluppano fenotipicamente come maschi, tuttavia è possibile che si verifichino episodi di sviluppo della gonade incompleto. Ciò risulta nella formazione sia dei testicoli che dell'ovario nello stesso individuo. Questo ermafroditismo sterile (da non confondere con gli altri tipi di ermafroditismo presenti in natura) è spesso causato dall'inattivazione del cromosoma X contenente SRY in alcune cellule.[19]
- Sindrome da insensibilità agli androgeni (o sindrome di Morris), in cui il corpo, pur essendo geneticamente maschile (XY), è insensibile agli ormoni maschili e si sviluppa come femmina. È stato dimostrato che SRY interagisce con i recettori degli androgeni. Individui XY e SRY funzionante possono avere un latente fenotipo femminile dovuto alla conseguente insensibilità agli androgeni.[20]

Le alterazioni del gene SRY sono state inoltre collegate alla maggiore incidenza negli individui maschi di patologie legate al neurotrasmettitore dopamina (schizofrenia, malattia di Parkinson).